# Mystic Defender
Mystic Defender es un videojuego de acción y arma de acción bidimensional lanzado para el sistema Mega Drive. Originalmente titulado    'Kujakuō 2: Geneijō'    ( 孔雀王 2?) en Japón y basado en el anime / manga  Kujaku Ou , es la secuela de   SpellCaster  para Master System.
r

## Historia
Mystic Defender se desarrolla en un escenario alternativo de fantasía de Japón en el que la hechicera anarquista Zareth secuestra a una joven llamada Alexandra. Zareth planea usar a Alexandra como un sacrificio para la resurrección de un dios antiguo y maligno conocido como Zao. No mucho después del secuestro, el plan de Zareth se hace evidente cuando el castillo de Azuchi, la morada de Zao, surge de las aguas.
Joe Yamato, un brujo experimentado, es llamado a la acción para salvar a Alexandra y detener el plan de Zareth para resucitar a Zao luchando en su camino a través de los oscuros y extraños discípulos y demonios de Zao.

## Magia
El único medio de defensa del jugador en el juego es el uso de hechizos mágicos que el jugador puede adquirir durante el juego (levantando el poder).
Los jugadores comienzan con una única bola de energía que puede cargarse para disparar un disparo potente, pero los jugadores también pueden adquirir una llama espiritual que puede apuntar en dirección recta y diagonal y cuando están cargados pueden alcanzar buenas distancias y un poder esférico que lanza rebotes. Esferas alrededor de la pantalla que se multiplican cuando están completamente cargadas.
Aparte de estos poderes, los jugadores también pueden usar un poder de limpieza de pantalla que convoca a un dragón de tres cabezas que destruye a todos los enemigos y dispara tiros en la pantalla.

## Revisiones de software
Hay dos revisiones de Mystic Defender. Mientras que ambas versiones juegan igual, el final es el afectado.
La Primera Revisión (REV 00) presenta al jefe final con Alexandra encima del jefe mientras está completamente desnuda (como la versión japonesa).